# أصل الأرمن

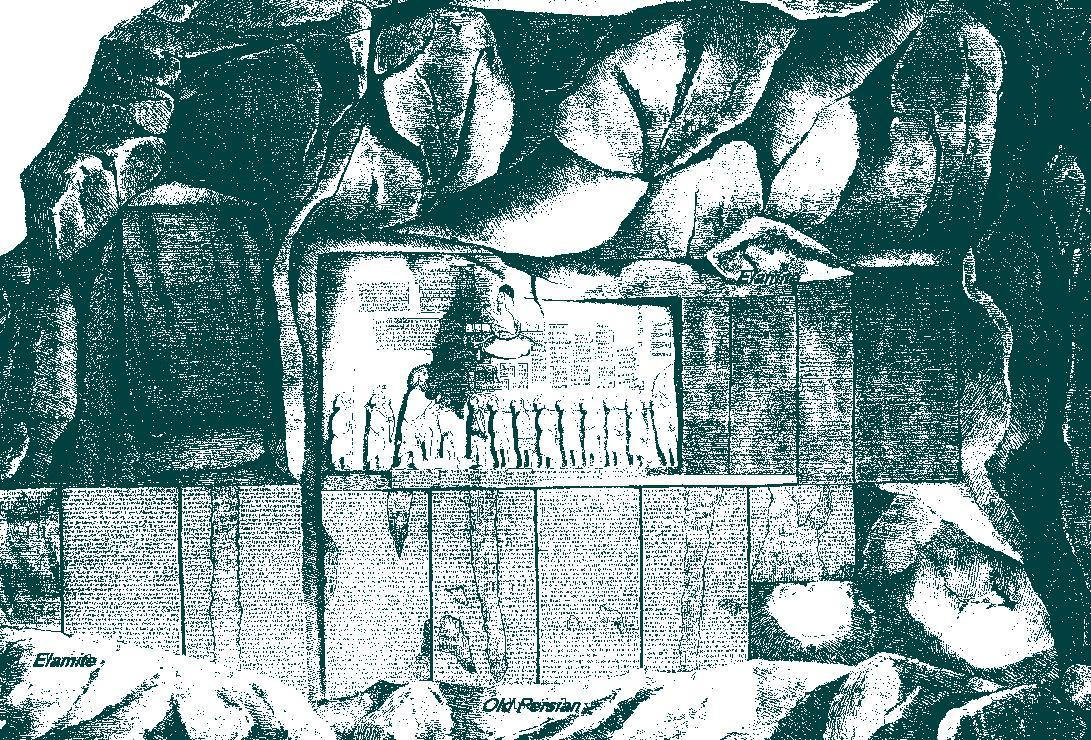
نقش بهيستون، مع بعض الشروح الحديثة (النقوش المسمارية، لايبزيغ 1881.)

يتمحور موضوع أصل الأرمن حول ظهور الشعب الأرمني والبلد الذي يدعى أرمينيا. تعود أول إشارة مرجعية للشعب والبلاد مقبولة عالميًا إلى نقش بيستون الذي يعود إلى القرن السادس قبل الميلاد، تليه عدة كتب وبقايا يونانية. تعود الإشارة المعروفة الأولى لكيان جغرافي سياسي نشأ فيه الأرمن إلى القرن الثالث عشر الميلادي الذي عرف باسم أورارتو في الآشورية القديمة. تكهن المؤرخون ودارسو التاريخ الأرمني ببداية أصل الشعب الأرميني، ولكن لم يتم التوصل إلى أي توافق حتى الآن. لغويًا، تحدث الأرمن لغات هندية أوروبية منذ القرن الخامس ميلادية حسبما أوضحت الوثائق، وتظهر الدراسات الوراثية انتماء الأرمن لأرمينيا التاريخية، دون علامات على حصول خلط وراثي منذ نحو القرن الثالث عشر قبل الميلاد.

## الأصول الوراثية
أظهرت دراسات حديثة انتماء الأرمن إلى منطقة المرتفعات الأرمينية وأنهم يشكلون عزلًا وراثيًا متميزًا في المنطقة. أظهرت تحليلات الحمض النووي المأخوذة من عينات الميتوكوندريا لهياكل عظمية من أرمينيا وأرتساخ الممتدة عبر 7800 سنة، بما فيها الحمض النووي لهياكل عظمية تعود للعصر الحجري الحديث، والعصر البرونزي، والأوراتي، والكلاسيكي، والعصور الوسطى، أن الأرمن المعاصرين يمتلكون أقل تنوع وراثي بالمقارنة مع الشعوب المجاورة. يعتبر الأرمن أحد الانعزالات الجينية في الشرق الأدنى الذين يمتلكون صلة قرابة مع مزارعي العصر الحجري الحديث الذي امتد توسعهم إلى أوروبا منذ نحو 8000 عام. تشير علامات إلى حدوث خلط جيني في الأرمن بين عامي 3000 قبل الميلاد و2000 قبل الميلاد، ولكنها انحدرت لتصل إلى مستويات ضئيلة منذ عام 1200 قبل الميلاد، وبقيت مستقرة حتى اليوم.

### تحليلات الحمض النووي القديم
في دراسة نُشرت سنة 2017، تم تحليل الشريط الوراثي (الجينوم) الكامل للميتوكوندريا لعينة تضم 52 هيكلًا عظميًا قديمًا من أرمينيا الحالية وأرتساخ الممتدة عبر 7800 سنة، وجمعت مع 206 جينومات لميتوكوندريا الأرمن الحديثين وبيانات سبق نشرها عن سبع مجموعات مجاورة ضمت 782 شخصًا.
تشير التحليلات القائمة على نظرية الاندماج إلى أن حجم السكان في المنطقة زاد بسرعة بعد الذروة الجليدية الأخيرة قبل ثمانية عشر ألف عام تقريبًا. خلال العصرين البرونزي والحديدي، ونشأت العديد من المجتمعات المعقدة من ثقافات مميزة مثل حضارة كورا-أراكسيس، وترياليتي-فاندزور، وسيفان-أرتساخ، وكارمير-بيرد، وكارمير-فانك، ولتشاشين-ميتسامور، وأورارتو. لم يتم توثيق أي تغييرات في مجمع جينات الإناث، مما يدعم نموذج انتشار ثقافي في المنطقة (انتشار العناصر الثقافية - مثل الأفكار، والأنماط، والديانات، والتقنيات، واللغات - بين الأفراد، سواء ضمن الثقافة ذاتها أو من ثقافة إلى أخرى).
أخذت الدراسة عينات من 44 هيكل عظمي بشري قديم وفقًا للقواعد الإرشادية للحمض النووي القديم من مجموع 19 موقع أثري في أرمينيا وأرتساخ. استنادًا إلى التأريخ القريني للقطع الأثرية، قُدرت أعمار تلك القطع بأنها تتراوح بين 300  و7800 سنة، مشتملة على سبع تحولات ثقافية محددة جيدًا.
تظهر الدراسة امتلاك الأرمن المعاصرين أقل تنوع وراثي بينهم وبين الأفراد القدماء في مجموعة البيانات، يتبعهم الجورجيون، مقارنة مع مجموعات أخرى مثل الأتراك والأذر الذين لديهم أكبر تنوع وراثي في المنطقة.

### صلتهم مع مزارعي العصر الحجري الحديث
وفقًا لدراسة نشرت سنة 2015، جرى فيها تحليل التباين على نطاق الجينوم لـ173 أرمنيًا ومقارنته مع 78 فردًا من سكان العالم الآخرين.
يتشارك الأرمن تقاربًا مع مزارعي العصر الحجري الحديث، بشكل مماثل للانعزالات الجينية الأخرى في الشرق الأدنى، مثل القبارصة اليونانيين، اليهود المزراحيين، والمجتمعات المسيحية في الشرق الأوسط. يبدو أن 29% من الأرمن ينحدرون من أسلاف العصر الحجري الحديث الأوروبي. يشير ذلك إلى أنهم ربما نشأوا من شعب عاش في الشرق الأدنى خلال فترة التحول الديموغرافي (السكاني) في العصر الحجري الحديث للمزارعين في الشرق الأدنى إلى أوروبا والذي بدأ قبل نحو ثمانية آلاف عام.
أظهرت دراسة سابقة أجريت في عام 2011 غلبة انتشار المورثات الأبوية التي تعود للعصر الحجري الحديث المرتبطة بالثورة الزراعية. تشكل العينات بمجموعها 77% من النسب الأبوي الملحوظ في المرتفعات الأرمنية – 58% في ساسون و84% في وادي أرارات وجاردمان ومحافظة وان.

### الخلط الوراثي خلال العصر البرونزي
كان للعمليات الديموغرافية في العصر البرونزي أثر كبير على أصول السكان في المرتفعات الأرمينية. يبدو أن الأرمن ينحدرون من مزيج من المجموعات السكانية المتنوعة التي نشأت في الفترة من 3000 قبل الميلاد إلى 2000 قبل الميلاد. تزامنت تلك الفترة مع نشوء حضارة كورا-أراكسيس، وظهور الحيثيين في الأناضول، والهجرات السكانية الكبرى التي حصلت بعد استئناس الخيول، واختراع العجلات الحربية. تزامنت الفترة أيضًا مع أسطورة تأسيس الأمة الأرمينية في عام 2492 قبل الميلاد. حسب «الأطلس الوراثي لتاريخ الخلط البشري» الذي نشرته هيلينثال وآخرون في عام 2014، أن ذلك الخلط مشكك به ولا دليل عليه.
حتى وقت قريب، كان هناك افتراض أن الشعب الأرميني هاجر من البلقان إلى المرتفعات الأرمينية، استنادًا إلى مقطع كتبه هيرودوت في القرن الخامس قبل الميلاد يدعي فيه وجود صلة قرابة بين الأرمن والفريجيين. إلا أن نتائج دراسة أجريت سنة 2020 حول الأصول الأرمينية «تدحض بشدة» ذلك السرد القديم، وتظهر أن الأرمن متميزون وراثيًا عن سكان البلقان القدامى.
مثل ما تم التوصل إليه في دراسات سابقة، تؤكد الدراسة التي أجريت سنة 2020 من جديد نمط التقارب الجيني بين الأرمن الحديثين والسكان القدامى للمرتفعات الأرمينية منذ العصر الطباشيري. كشفت الدراسة عن مستوى «عالٍ بشكل لافت للنظر» من الاستمرارية الجينية الإقليمية لأكثر من 6000 سنة مع وجود تدخل واحد قابل للكشف لشعب سرديني خلال  أو بعد العصر البرونزي مباشرة. يمتلك السردينيون الحاليون، الذين لديهم أعلى قرابة وراثية بالمزارعين الأوروبيين الأولين الذين هاجروا إلى أوروبا من الأناضول وامتهنوا الزراعة منذ 8000 سنة مضت، لديهم بين 38 إلى 44% أصل إيراني، وسهبي، وشمال أفريقي. لم يتم الكشف عن أي أدلة لوجود مدخلات من مصادر مماثلة لمزارعي الأناضول أو الإيرانيين بالشكل الذي يؤدي إلى تغيير مجمع الجينات في المرتفعات الأرمينية. التفسير المعقول أن التدخل الجيني جاء من هجرات شمالية من الشرق الأوسط عوضًا عن جزيرة سردينيا المعزولة، ولكن لم يتم التوصل إلى أي استنتاجات بشأن هوية الشعوب المهاجرة حتى الآن، أو ما إذا كان السبب ثقافيًا أم مناخيًا.
بدءًا من حوالي العام 1200 قبل الميلاد، خلال فترة انهيار العصر البرونزي، في الوقت الذي بدأ في اتحاد نايري القبلي وأورارتو بالظهور في السجلات التاريخية، انخفضت علامات الخلط الوراثي إلى مستويات ضئيلة واستمرت بذلك حتى اليوم. يبدو أن التدمير الواسع للطرق التجارية والمدن الكبرى وهجرتها تسببت في عزل الأرمن عن محيطهم، وتبنيهم ثقافة وهوية متميزة في وقت مبكر من تاريخهم، مما عزلهم جينيًا عن الكثير من الخلط الوراثي على مدى آلاف السنين اللاحقة.

### التركيب الوراثي الحديث
يظهر المشهد الجيني في الشرق الأدنى أنه كان في حالة تغير دائم منذ العصر البرونزي. جرى تدفق وراثي من مناطق أفريقيا جنوب الصحراء منذ نحو 850 عام اختلط بالسوريين والفلسطينيين والأردنيين بما يتفق مع التقارير السابقة عن تدفق الجينات الحاصل مؤخرًا من الأفارقة إلى سكان بلاد الشام بعد التوسع العربي لنشر الإسلام. هناك أيضًا أصول شرق آسيوية لدى الأتراك جاءت من خلط حصل منذ نحو 800 سنة مضت بالتزامن مع وصول السلاجقة إلى الأناضول من أوطانهم القريبة من بحر آرال. لم يبدو أن قدوم تلك المجموعات السكانية قد أثر على الأرمن بشكل كبير. منذ نحو 500 سنة مضت، تطورت شكل من البنى الوراثية بين السكان، بالتزامن مع الفترة التي انقسم فيها الشعب الأرمني بين الدولة العثمانية والإمبراطوريات الايرانية المتعاقبة.